# Stephen Blaire
Stephen Edward Blaire (ur. 22 grudnia 1941 w Los Angeles, zm. 18 czerwca 2019 w Modesto) – amerykański duchowny katolicki, w latach 1999–2018 biskup Stockton w metropolii San Francisco.
Pochodzi z wielodzietnej rodziny (urodzony jako dwunasty z czternaściorga dzieci). Po ukończeniu seminarium duchownego w Camarillo przyjął w dniu 29 kwietnia 1967 święcenia kapłańskie z rąk kardynała Jamesa McIntyre Przez wiele lat pracował duszpastersko na terenie swej rodzinnej archidiecezji, będąc od 1977 moderatorem kurii i kanclerzem.
17 lutego 1990 otrzymał nominację na biskupa pomocniczego Los Angeles ze stolicą tytularną Lamzella. Sakry udzielił mu kard. Roger Mahony. Oprócz obowiązków biskupich sprawował funkcję wikariusza generalnego. 18 stycznia 1999 mianowany ordynariuszem Stockton.
23 stycznia 2018 przeszedł na emeryturę.